# 군통미래
군통미래(觀塘願景)은 2019년 리앙 카이 칭(梁凱晴) 들에 의해 창당된 홍콩의 정당이다.